# 1 FLTV
1FLTV (1 Fürstentum Liechtenstein Television) es el único canal de televisión que posee Liechtenstein. Comenzó sus transmisiones el 15 de agosto de 2008 luego de obtener una licencia por parte del gobierno. Emite su programación en alemán. Su dueña es la empresaria austriaca Beatrix Schartl.

## Festival de la Canción de Eurovisión
La gente de Liechtenstein siempre ha estado interesada en participar en el Festival de la Canción de Eurovisión. Sin embargo, esto no podía ser posible debido a que Liechtenstein no contaba con un canal de televisión. Si el canal quisiera unirse a la Unión Europea de Radiodifusión (UER), el país puede votar y enviar participantes al evento europeo.
Liechtenstein había intentado participar previamente en 1969 y 1976, pero fue descalificado debido a que no contaba con una televisión propia.